# Red Bull RB4
Der Red Bull RB4 war der vierte Formel-1-Rennwagen von Red Bull Racing. Der von Adrian Newey konstruierte Wagen nahm an allen 18 Rennen der Formel-1-Weltmeisterschaft 2008 teil und wurde vom Schotten David Coulthard sowie dem Australier Mark Webber gesteuert. Der V8-Motor RS27 kam von Renault.
Der Toro-Rosso Fahrer Sebastian Vettel bekam am 19. Februar die Chance den RB4 von David Coulthard während des Testtags in Barcelona zu fahren, da dieser sich einen Nerv geklemmt hatte. An diesem Tag drehte Vettel 110 Runden und fuhr die siebtschnellste Zeit. Mark Webber hatte am Ende dieses Testtages nach 58 Runden lediglich die 17. schnellste Zeit, testete an diesem Tag jedoch auch ein neues Aerodynamik-Paket.

## Saisonverlauf
Die Saison startete mit einem Doppelausfall beider Boliden. Webber war in eine Startkollision verwickelt und Coulthard kollidierte nach 25 Runden mit Felipe Massa. In den folgenden fünf Rennen fuhr Webber jedes Mal in die Punkte, während Coulthard ohne Punkte blieb. Mit einem dritten Platz in darauffolgenden Rennen in Kanada fuhr Coulthard seine erste Punkteplatzierung der Saison ein – es war zudem die einzige Podestplatzierung eines RB4. Ein Rennen später fuhr Webber mit Position sechs erneut in die Punkte. Die folgenden vier Rennen erzielten beide Fahrer keine Punkte. Erneut war es Webber, der für zwei weitere Punkteplatzierungen sorgte. Dem folgten mit einem siebten Platz durch Coulthard und ein achter Platz durch Webber, was zudem die letzten Punkteplatzierungen der Saison waren. Das Team beendete die Saison als Siebter der Konstrukteurswertung und lag damit noch hinter dem Schwesterteam Toro Rosso.

## Ergebnisse
| Fahrer                          | Nr.                             | 1   | 2 | 3  | 4  | 5 | 6   | 7  | 8 | 9   | 10  | 11 | 12 | 13 | 14 | 15  | 16  | 17 | 18  | Punkte | Rang |
| ------------------------------- | ------------------------------- | --- | - | -- | -- | - | --- | -- | - | --- | --- | -- | -- | -- | -- | --- | --- | -- | --- | ------ | ---- |
| Formel-1-Weltmeisterschaft 2008 | Formel-1-Weltmeisterschaft 2008 |     |   |    |    |   |     |    |   |     |     |    |    |    |    |     |     |    |     | 29     | 7.   |
| David Coulthard                 | 9                               | DNF | 9 | 18 | 12 | 9 | DNF | 3  | 9 | DNF | 13  | 11 | 17 | 11 | 16 | 7   | DNF | 10 | DNF | 29     | 7.   |
| Mark Webber                     | 10                              | DNF | 7 | 7  | 5  | 7 | 4   | 12 | 6 | 10  | DNF | 9  | 12 | 8  | 8  | DNF | 8   | 14 | 9   | 29     | 7.   |

| Legende  | Legende            | Legende                                                          |
| Farbe    | Abkürzung          | Bedeutung                                                        |
| -------- | ------------------ | ---------------------------------------------------------------- |
| Gold     | –                  | Sieg                                                             |
| Silber   | –                  | 2. Platz                                                         |
| Bronze   | –                  | 3. Platz                                                         |
| Grün     | –                  | Platzierung in den Punkten                                       |
| Blau     | –                  | Klassifiziert außerhalb der Punkteränge                          |
| Violett  | DNF                | Rennen nicht beendet (did not finish)                            |
| Violett  | NC                 | nicht klassifiziert (not classified)                             |
| Rot      | DNQ                | nicht qualifiziert (did not qualify)                             |
| Rot      | DNPQ               | in Vorqualifikation gescheitert (did not pre-qualify)            |
| Schwarz  | DSQ                | disqualifiziert (disqualified)                                   |
| Weiß     | DNS                | nicht am Start (did not start)                                   |
| Weiß     | WD                 | zurückgezogen (withdrawn)                                        |
| Hellblau | PO                 | nur am Training teilgenommen (practiced only)                    |
| Hellblau | TD                 | Freitags-Testfahrer (test driver)                                |
| ohne     | DNP                | nicht am Training teilgenommen (did not practice)                |
| ohne     | INJ                | verletzt oder krank (injured)                                    |
| ohne     | EX                 | ausgeschlossen (excluded)                                        |
| ohne     | DNA                | nicht erschienen (did not arrive)                                |
| ohne     | C                  | Rennen abgesagt (cancelled)                                      |
| ohne     | keine WM-Teilnahme |                                                                  |
| sonstige | P/fett             | Pole-Position                                                    |
| sonstige | 1/2/3/4/5/6/7/8    | Punktplatzierung im Sprint-/Qualifikationsrennen                 |
| sonstige | SR/kursiv          | Schnellste Rennrunde                                             |
| sonstige | *                  | nicht im Ziel, aufgrund der zurückgelegten Distanz aber gewertet |
| sonstige | ()                 | Streichresultate                                                 |
| sonstige | unterstrichen      | Führender in der Gesamtwertung                                   |

## Verbleib nach der Saison
Ein Exemplar des RB4 ist im Hangar-7, einem Multifunktionsgebäude am Flughafen Salzburg, ausgestellt.